# Крюковка (Липецкая область)
Крю́ковка — деревня  Ивановского сельсовета Данковского района Липецкой области. В описании Данковского уезда 1771 г. упоминается деревня Новоивановка (Крюковка), владение А.С. Крюкова. Название — по владельцу.

## Название
В описании Данковского уезда 1771 г. упоминается деревня Новоивановка (Крюковка), владение А.С. Крюкова. Название- по владельцу.

## Население
По данным всероссийской переписи за 2010 год население деревни составляет 2 человека.